# Deichmanbibliotheek

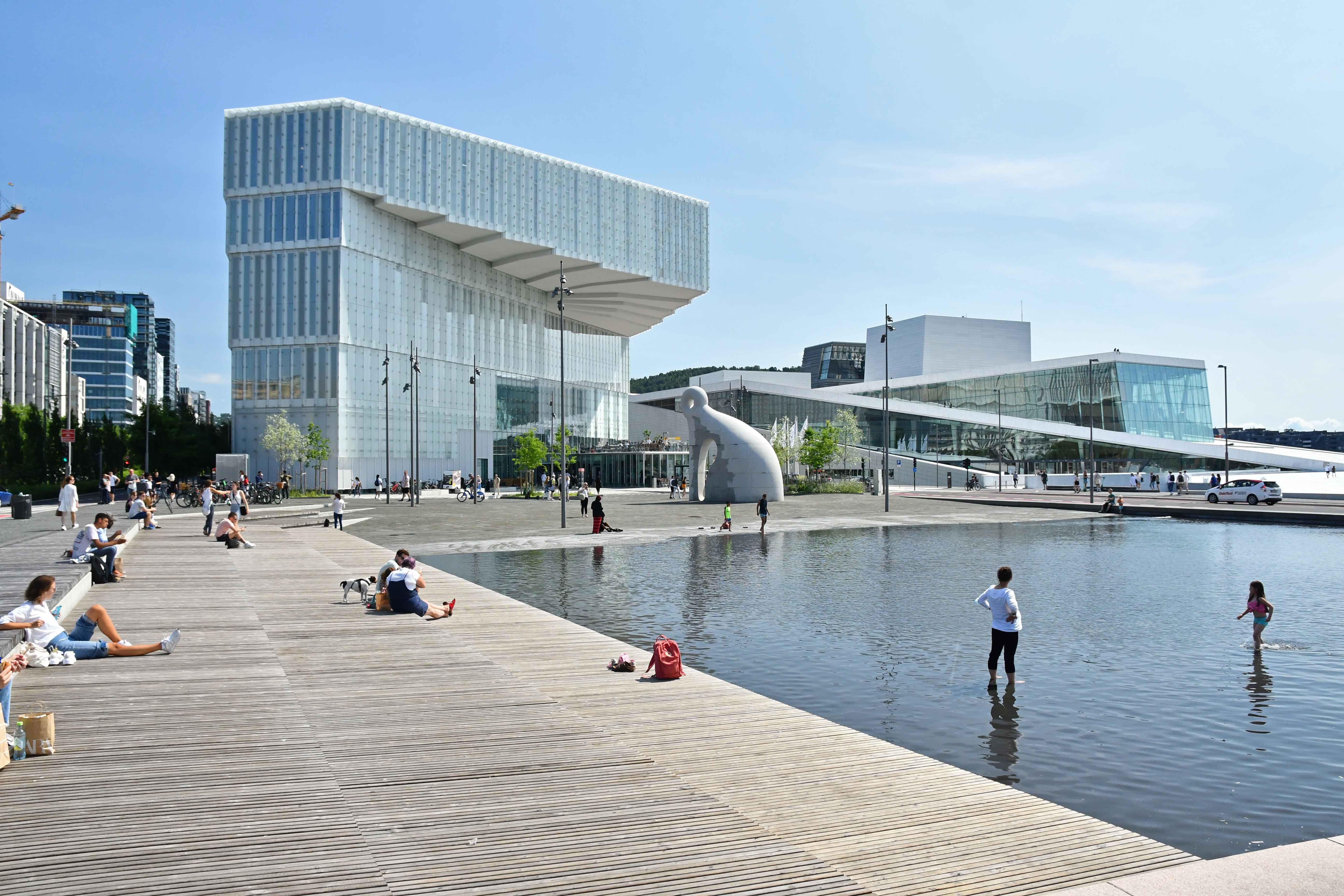
De Deichmanbibliotheek

De Deichmanbibliotheek (Noors: Deichman bibliotek) is de openbare bibliotheek van de Noorse hoofdstad Oslo. Het hoofdgebouw (Deichmanske Hovedbibliotek) staat in Bjørvika, vlak bij het Operahuis en MUNCH. Het bibliotheekgebouw werd ontworpen door Lundhagem en Atelier Oslo en werd geopend in 2020.